# Battaglia di Grauholz
La battaglia di Grauholz venne combattuta il 5 marzo 1798 dalle truppe del Canton Berna opposte alle truppe rivoluzionarie francesi. Lo scontro si concluse con la completa disfatta dei bernesi e segnò la fine dell'Ancien Régime in Svizzera.

## Svolgimento
Intenzionata ad acquisire il controllo dei passi alpini e desiderosa di sostenere i moti rivoluzionari scoppiati in Svizzera, la Francia invia sull'altopiano due corpi d'armata per piegare le ultime resistenze, rappresentate - in particolare - dal patriziato bernese. Nel febbraio 1798 il generale francese Guillaume Brune si mette in marcia verso Friburgo da sud-ovest (dove è stata costituita in gennaio la filofrancese Repubblica del Lemano), ma si arresta nei pressi di Losanna per la mancanza di fondi, per l'assenza della cavalleria e dell'artiglieria.
Intavola immediatamente trattative con Berna per guadagnare tempo e attendere l'arrivo del secondo corpo d'armata, comandato dal generale Alexis Schauenburg, che si mette in marcia da Bienne (da nord-ovest, dove è stata costituita la Repubblica Rauracica, la prima Repubblica sorella della Francia) alla fine di febbraio. Il 26 febbraio il generale bernese Karl Ludwig von Erlach muove contro le truppe di Brune, ma il 1º marzo riceve l'ordine di arrestarsi perché Berna ha ripreso le trattative con il comandante francese. Il 2 marzo Schauenburg entra a Soletta e lo stesso giorno Brune prende Friburgo. Il 4 marzo, con l'esercito francese alle porte, l'ultimo presidente del governo aristocratico bernese Niklaus Fridrich von Steiger abbandona la città. Le truppe bernesi rimaste si sbandano e seguono scontri con i francesi di Brune a Neuenegg.
I bernesi superstiti si scontrano con Schauenburg a Fraubrunnen e, infine, la mattina del 5 marzo, le truppe della città vengono definitivamente sbaragliate a Grauholz. Alle due del pomeriggio le truppe francesi di Schauneburg fanno il loro ingresso nella città di Berna. Poche ore più tardi, il comandante von Erlach viene raggiunto dai suoi stessi soldati nell'Oberland bernese, a Wichtrach, e ucciso. Il 7 marzo a Berna entrano anche le truppe di Brune. I beni della città vengono sequestrati: tesoro pubblico, arsenali, granai, 250 cannoni e 30 000 fucili. Il tutto viene ammassato su undici carri e trasferito a Lione dove si concentrano le risorse per preparare la Campagna d'Egitto. Poco dopo entra in vigore la nuova costituzione svizzera, redatta dal basilese Peter Ochs, che trasforma la Vecchia Confederazione nella Repubblica elvetica (una e indivisibile) sul modello dello Stato centralizzato francese.